# Castillo de Bützow
El Castillo de Bützow (en alemán: Schloss Bützow) es un castillo en Bützow, Alemania.
El castillo está construido sobre los cimientos de una fortaleza eslava, y sirvió como la residencia de los obispos de Schwerin. Fue transformado en un castillo Renacentista por el Duque Ulrico de Mecklemburgo en 1556.